# Motion Twin
Motion Twin est une société de développement de jeux vidéo française fondée en août 2001 et basée à Bordeaux.
À l'origine exclusivement productrice de jeux sur navigateur, la société s'est fait connaître grâce à deux jeux Web viraux entièrement gratuits, La Brute et Miniville, mais l'essentiel de son activité se concentrait sur le développement de jeux gratuits à option payante, un système qu'elle adaptait à la plupart de ses gros titres - tels que Hordes - et qui constituait la base de ses revenus. Avec une communauté de 16 millions de joueurs en 2009, son chiffre d'affaires s'élevait cette année là à 4 millions d’euros.
Après le déclin des jeux Web et Flash, Motion Twin se tourne dès 2014 vers le marché des jeux mobiles mais y renonce, les méthodes nécessaires pour produire un jeu dessus ne leur convenant pas. Ils se tournent alors vers le marché des jeux PC et consoles en publiant Dead Cells, le 10 mai 2017 en accès anticipé sur Steam puis le 7 août 2018 sur Windows, Mac OS, Nintendo Switch, PlayStation 4 et Xbox One.
Le jeu connaît un succès critique et commercial international inédit dans l'histoire de la compagnie, remportant notamment le prix du meilleur jeu d'action des Game Awards 2018 (une première pour un jeu indépendant) et se vendant à plus de 1,7 million d'exemplaires. Fin 2021, Motion Twin annonce 6 millions d'unités vendues.
À l'origine SARL, la société décide en 2004 de passer en coopérative ouvrière de production, chacun de ses membres possédant ainsi une part égale de l’entreprise ainsi qu’un droit de vote. L'entreprise ne possède pas de hiérarchie et chacun de ses membres reçoit le même salaire,,,.
Motion Twin a développé en interne, pour ses différents jeux, différents outils qu'elle distribue sous licence libre, tels que le langage de programmation Haxe ou le système de machines virtuelles Neko.

## Historique
La société Motion Twin est fondée en août 2001 autour de cinq personnes parmi lesquelles on trouve d'anciens développeurs de Kalisto Entertainment,, de la volonté de régulariser les activités déjà existantes des fondateurs de l'entreprise. Le nom de la société, Motion Twin, fait référence à l'une des techniques de base de Flash, connue sous le nom d'« interpolation de mouvement » ou de « motion tween » en anglais, qui consiste, au sein d'une même séquence, à faire bouger des objets et les faire changer de forme en un laps de temps donné. L'étoile rouge du logo de l'entreprise fut choisie pour ses connotations révolutionnaires.
Prenant la forme d'une Société à responsabilité limitée, basée à Bordeaux dans le département de la Gironde en France, l'entreprise concentre son activité sur l'édition et le développement d'un projet de l'un de ses fondateurs, Boimp!, un portail de jeux en Flash qui propose en outre un classement entre les joueurs. Le site Boimp!, rebaptisé Frutiparc en 2002, sert également de vitrine aux créations de l'entreprise, puisque la société cherche avant tout à tirer des revenus de la vente de ses jeux à des sites plus importants.
En 2009, Motion Twin lance Muxxu, un groupe de 11 jeux développés par Motion Twin, qui sera remplacé et évolua en Twinoid en 2011, une plateforme supposée regrouper, à terme, une partie de ses jeux en offrant aux joueurs de nouveaux espaces de communication et un identifiant unique pour la totalité des jeux de la plateforme.
En 2014, Motion Twin décide de se tourner vers le développement mobile afin de proposer des jeux cross-platform. Uppercup Football et Braziball voient d'abord le jour en tant qu'expérimentations. Hordes Zéro (Dead Cells), dévoilé lors de la Gamescom 2014, est révélé comme le premier jeu du studio Motion Twin jouable sur PC, mobile et tablette. Après les jeux Web, Flash puis mobile, Dead Cells marque le virement du modèle free-to-play à un modèle de vente standard, ayant pour conséquence financière de passer à un modèle étalant les recettes sur plusieurs années, à celui concentrant les recettes et le succès d'un jeu sur quelques semaines.
De ce fait, le 20 avril 2020, Motion Twin cède les droits des élements graphiques et clients de ses jeux web sous la licence CC-BY-NC-SA 4.0. Le 9 août 2022, l'éditeur publie une partie du code source de ces jeux sous la même licence. De ce fait, toute copie (modifiée ou non) non commerciale des jeux est autorisée.
Après Dead Cells, la compagnie souhaite continuer à développer des jeux « classiques » sans pour autant surfer sur le succès de son premier jeu PC. Motion Twin ne fera vraisemblablement pas de suite à Dead Cells dans l'immédiat et préfère se concentrer sur de nouveaux projets comme ils l'ont toujours fait. L'exploitation commerciale de Dead Cells (mises à jour, contenus additionnels...) est confiée à un studio créé par des anciens de Motion Twin, Evil Empire.
Au moment de son départ de Motion Twin, Sébastien Bénard, qui fut lead sur Dead Cells, dresse sur son blog un bilan de sa carrière au sein du studio. On y découvre notamment la difficulté de trouver le projet qui succéderait à Dead Cells, de nombreux prototypes ayant été élaborés sans qu'aucun ne soit retenu. Selon lui cela vient du fait que pour la première fois dans l'histoire du studio, un projet ne part pas d'une ou deux personnes mais d'une équipe entière (8 à l'époque), et que la tâche est dure de mettre tout le monde d'accord sur une vision commune. Il aurait ainsi été poussé vers la sortie du fait de trop grands désaccords entre lui et le reste du studio.
Le 4 septembre 2023, Motion Twin annonce la fermeture de Twinoid et de l'intégralité de ses jeux web pour le début du mois de novembre 2023. Le 2 novembre 2023, l'intégralité des jeux web de Motion Twin ferment, non sans mettre en avant l'existence de "plusieurs projets communautaires", citant explicitement celui nommé Eternaltwin.

## Programmation et développement
La société, bien que connue du grand public pour ses jeux sur navigateur en flash, est à l'origine de différents outils et langages de programmation qu'elle utilise pour ses propres développements, et qu'elle met à disposition sous licence libre. Sous l'impulsion de l'un de ses cofondateurs, Nicolas Canasse, la société bordelaise est, par exemple, à l'origine du compilateur MTASC, pour Motion Twin ActionScript 2 Compiler, premier compilateur libre d’ActionScript 2.0,.
Haxe, technologie considérée comme successeur du compilateur MTASC, également inventée et développée par Motion Twin, est un langage multiplateforme qui permet, à partir d'un seul langage standardisé, de compiler un même fichier source en ciblant des plates-formes différentes telles que JavaScript, Flash, NekoVM , PHP ou C++. Ce langage a été l'objet d'un ouvrage, Professional Haxe and Neko, de Franco Ponticelli et L. McColl-Sylveste, sorti en 2008 chez John Wiley & Sons.
Motion Twin a également développé sa propre machine virtuelle, du nom de Neko. Neko est à la fois un langage de programmation de haut niveau, typé dynamiquement, dont les fichiers source, une fois compilés, peuvent être exécutés sur la machine virtuelle NekoVM.
La société est également initiatrice de différentes bibliothèques pour les langages de programmation OCaml et PHP,. Elle est ainsi à l'origine de la bibliothèque SPOD, qui permet de faire de la persistance au sein d'un environnement PHP.

## Ludographie

### Liste des jeux développés
| Jeu                | Type de jeu                               | Date de création                         | Description | Support                                                    |
| ------------------ | ----------------------------------------- | ---------------------------------------- | --- | ---------------------------------------------------------- |
| AlphaBounce        | Solo, Casse-brique                        | PC : 2007 (29 août) DSi : 2010 (9 avril) | Jeu de casse-brique sous forme de jeu de rôle interplanétaire dans lequel le joueur incarne un détenu planétaire de l'ESCorp chargé de nettoyer l'espace des conglomérats. Une version du jeu développée avec MadMonkeys Studio est sortie et fut disponible en téléchargement sur DSi et sur DSiWare dès le 9 avril 2010. La version PC fut portée sur Twinoid le 26 janvier 2011. | Fermé                                                      |
| Arkadeo            | Portail de mini-jeux                      | 2013 (1er avril)                         | Une grande salle d'arcade comportant 16 mini-jeux dans lesquels le joueur peut gagner des codes pour les autres jeux Motion Twin. Supposée être la "v3" de KadoKado, elle coexiste finalement avec son aîné. | Fermé                                                      |
| La Bourinette      | Multijoueur, Gestion                      | 2011 (26 mai)                            | Dans ce jeu, vous incarniez un manager d'une équipe de sportifs chargé de les diriger vers la victoire. La Bourinette était un sport proche du baseball. Le jeu a fermé ses portes le 20 août. | Fermé                                                      |
| Braziball Puzzle ! | Solo, Puzzle                              | 2014 (8 juillet)                         | Braziball Puzzle ! est un jeu gratuit de puzzle/football casual qui surfe sur la vague de la Coupe du Monde au Brésil. Il s'agit du second jeu mobile de Motion Twin, disponible sur iOS et Android. | iOS/Android Retiré des stores.                             |
| La Brute           | Multijoueur, Gestion/Combat               | V1 : 2008 V2 : 2010 (25 mars)            | Jeu de duels à 2 joueurs automatiques où le joueur choisit les améliorations et évolutions de sa brute. Une deuxième version est sortie le 25 mars 2010 sur Muxxu. | Fermé                                                      |
| CaféJeux           | Portail de mini-jeux                      | 2007 (20 mars)                           | Portail de 10 mini-jeux à 2 joueurs où le joueur peut discuter librement avec d'autres joueurs lors des mini-jeux ou sur des tables de jeux. Il remporta le titre du « meilleur jeu » lors du Web Flash Festival en 2007. Le site est désormais inaccessible, Motion Twin n'ayant pas renouvelé le nom de domaine. | Fermé                                                      |
| Carapass           | Solo, Billard                             | 2008 (23 janvier)                        | Sorte de billard. Permet de gagner des MT-Pass, utilisables sur l'ensemble des jeux de Motion Twin. | Fermé                                                      |
| Conquisla          | Multijoueur, Stratégie                    | 2008 (5 mars)                            | Jeu de stratégie multijoueur. A fermé ses portes le 1er février 2011. | Fermé                                                      |
| CroqueMonster      | Multijoueur, Gestion                      | 2007 (22 mai)                            | Jeu de gestion d'une agence de monstres dont le but est d'effrayer les enfants. | En ligne N'est plus suivi par MT                           |
| CroqueMotel        | Solo, Gestion                             | 2011 (13 avril)                          | Simulation d'hôtel où les clients sont des monstres. Le joueur peut aussi personnaliser son hôtel comme il le souhaite afin de satisfaire ces clients. | Fermé                                                      |
| Dinocard           | Solo, Jeu de cartes                       | 2006                                     | Jeu de cartes avec des « Dinoz » dans l'univers de Dinoparc. | Fermé                                                      |
| Dinoparc           | Solo, Gestion/Combat                      | 2005 (2 novembre)                        | Jeu d'élevage et de combat de « Dinoz » dans un univers basé sur les « Dinoz ». | Fermé                                                      |
| DinoRPG            | Solo/Multijoueur, Gestion/Combat          | 2007 (9 novembre)                        | Jeu d'élevage, de combat et de gestion de « Dinoz ». Il est représenté comme un « Dinoparc 2 ». | Fermé                                                      |
| Fever              | Solo, Mini-jeux                           | V1 : 2009 V2 : 2010                      | Fever est un jeu d'aventure contenant 104 minijeux délirants en tout genre dans lequel le joueur incarne Pousty, un pingouin, qui doit exterminer les infâmes Bakélites qui ont envahi le monde et réchauffent son climat. La première version ouvrit le 17 décembre 2009 et ferma 8 mois plus tard, le 14 août 2010. La 2e version ouvrit le 4 novembre 2010, soit 2 mois après la fermeture de la V1. | Fermé                                                      |
| Frutiparc          | Portail de jeux                           | V1 : 2002 V2 : 2004                      | Portail de jeux historique de l'entreprise. Une deuxième version est sortie le 25 mars 2004. Aujourd'hui, il est impossible de s'y inscrire ni même d'y jouer. | Fermé                                                      |
| Hammerfest         | Solo/Multijoueur, Plate-forme/Aventure    | 2006 (27 février)                        | Jeu de plate-forme et d'aventure. Il peut aussi y être joué en multijoueur. Il remporta le titre du « meilleur jeu » lors du Web Flash Festival en 2006. | Fermé                                                      |
| Hordes             | Multijoueur, Survie                       | 2008 (15 juillet)                        | Jeu de stratégie/survival en communauté avec 39 autres joueurs dans une ville, le tout dans un monde infesté de zombies. Le but est de survivre le plus longtemps possible en s'organisant sur un forum. | Fermé                                                      |
| Hyperliner         | Multijoueur, Simulation                   | 2007                                     | Simulation de courses automobiles futuristes en tour par tour dont le but est de couper la route aux concurrents. | Fermé                                                      |
| Intrusion          | Solo, Simulation de piratage              | 2009 (18 décembre)                       | Jeu de stratégie où le joueur est un hackeur piratant le réseau informatique de divers personnes lors de ces « contrats » afin de voler ou détruire les données de ces personnes grâce aux divers virus mis à sa disposition. | Fermé                                                      |
| Kadokado           | Portail de mini-jeux                      | 2004                                     | Plus de 60 jeux monojoueurs uniques et créés uniquement par Motion Twin dans lesquels le joueur peut gagner des codes pour les autres jeux Motion Twin ainsi que des chèques cadeaux Amazon Un mode clan existe aussi pour défier les autres joueurs en groupe et remporter plus de cadeaux. | Fermé                                                      |
| Kube               | Multijoueur, Construction/Exploration     | 2010 (18 février)                        | Kube est un jeu de construction et d'exploration dans un monde cubique, un peu comme Minecraft, mais avec des spécifications propres au jeu. Le jeu ne comporte pas moins de 18 types d'îles pour un total de 76 kubes dans un territoire immensément créatif et rempli d’œuvres en tout genre réalisées par les joueurs. | Fermé                                                      |
| Kingdom            | Multijoueur, Gestion/Guerre               | 2009 (17 décembre)                       | Jeux de conquête multijoueur dans un monde médiéval où le joueur peut vassaliser d'autres joueurs afin de devenir le plus fort en développant une grande armée et une bonne économie afin de gagner le titre d'empereur en étendant son territoire. Pour obtenir des ressources, le joueur doit faire des combinaisons sur une grille. | Fermé                                                      |
| Majority           | Multijoueur, Questions/Majorité           | 2010 (1er février)                       | Le jeu génère des questions avec 3 réponses aléatoires et le but est d'avoir le même avis que la majorité des 50 joueurs. | Fermé                                                      |
| Miniville          | Solo, Gestion                             | 2007                                     | Jeu dont le but est de construire une ville dans une région de France et de la développer via des clics journaliers augmentant les différentes caractéristiques de la ville comme le chômage, le transport ou la sécurité. | Fermé                                                      |
| Antiville          | Solo, Gestion                             | 2007                                     | Antonyme de Miniville, il consiste à détruire les mini-villes avec des silos de missiles développés via des cliques journaliers. | Fermé                                                      |
| Minitroopers       | Multijoueur, Gestion/Combat/Stratégie     | 2011 (27 avril)                          | Jeu de gestion d'armées où le joueur affronte d'autres armées et peut choisir les améliorations des différents soldats qu'il recrute ainsi que leurs tactiques et d'autres caractéristiques. | Fermé                                                      |
| MyMiniCity         | Solo, Gestion                             | 2007                                     | Même concept que Miniville mais où les régions de France sont remplacées par des pays du monde. | Fermé                                                      |
| Monlapin           | Solo, Gestion                             | 2004 (14 février)                        | Jeu d'élevage et de gestion de lapins développé par Seb33 et repris par Motion Twin le 30 novembre 2004. Les inscriptions au site ont été fermées dans les environs d’août 2010. Quelques années plus tard, le site ferme ses portes. | Fermé                                                      |
| Motion Ball        | Solo, Réflexion/Puzzle                    | V1 : 2002 V2 : 2004 (25 mars)            | Jeu de réflexion et de puzzle dans lequel le joueur contrôle une balle et doit finir des salles. C'est le seul jeu vraiment payant de la Motion Twin (5 €), il s’agit d'un jeu présent sur Frutiparc 2 qui fut ajouté sur Muxxu le 31 janvier 2011. Il contient 4 modes de jeu : Aventure (5 donjons, avec un boss, à finir), Course (7 courses à finir le plus vite possible), Classique (le but est de réussir un maximum de salles) et Challenge (seul mode accessible gratuitement où le joueur doit finir un aléatoire chaque semaine le plus rapidement possible et dont un classement est fait). | Fermé                                                      |
| Mush               | Multijoueur, Survie/Stratégie/Enquête     | 2013 (14 janvier)                        | Jeu de survie et d'enquête dans l'espace avec 15 autres personnes dont 2 « intrus » (les mushs) qui feront tout pour empêcher l'équipage d'accomplir leur mission : rentrer sur Sol avec le sérum rétro-fongique. Ce jeu a reçu le prix de l'originalité du European Indie Game Days en 2013. Le jeu connait une longue phase de bêta-test avant d'être ouvert au public le 14 janvier 2013. | Fermé                                                      |
| Naturalchimie      | Solo, Réflexion/Puzzle                    | V1 : 2005 V2 : 2010                      | Sorte de Tetris modifié contenant des « éléments » pour faire des recettes d'alchimie. Le but est de faire un maximum de transformations. Les 2 jeux comportent aussi des « écoles » d'alchimie dans lesquelles le joueur peut monter de rang et combattre les autres écoles lors de tournois hebdomadaires. La V2 fut portée sur Twinoid le 7 décembre 2011. | V1: Fermé V2: Fermé                                        |
| Odyssey            | Solo, Réflexion/Aventure                  | 2011 (21 novembre)                       | Jeu alliant réflexion, quêtes et aventures dans un univers de la Grèce antique nommé l'Olympe. Le joueur peut incarner au choix l'un des 16 personnages afin de l'aider à réaliser sa quête et explorer le monde immense qu'est l'Olympe. La Bêta commença le 23 septembre 2011 et le jeu fut ouvert au public le 21 novembre 2011. | Fermé                                                      |
| Tower Quest        | Solo/Multijoueur, Tower-défense/Stratégie | 2011 (7 juillet)                         | Développé par Carpe Ludem et édité par Motion Twin, Tower Quest était un jeu de Tower défense avec de la stratégie, du RPG et des guerres multijoueurs dans lequel le joueur incarnait Félicia, une magicienne, accompagné de Pairle son blob savant. Son but était de parcourir l'archipel d'Onirica et de terrasser ses nombreux ennemis à l'aide de fameuses tours qu'elle pouvait invoquer. Le jeu ferma malheureusement vers fin janvier 2013 à cause de l’arrêt de l'entreprise à l'origine de son développement, toujours pas finalisé et buggé.                                                 | Fermé                                                      |
| Muxxu              | Portail de jeux                           | 2009 (17 décembre)                       | Ancien portail qui comprenait 12 jeux : LaBrute2, CroqueMotel, StudioQuiz, Fever, Snake, Odyssey, Kingdom, Intrusion, Majority, MotionBall 2, Kube et Tower Quest. Il fut « intégré » à Twinoid qui le remplaça le 19 octobre 2011. | Fermé                                                      |
| Twinoid            | Portail de jeux                           | 2011 (19 octobre)                        | Portail de jeux regroupant Muxxu ainsi que 14 autres jeux : Teacher Story, Arkadeo, Mush, KadoKado, MiniTroopers, Hordes, AlphaBounce, DinoRPG, Naturalchimie 2, Odyssey, Uppercup Football, Braziball Puzzle, Street Writer, Rockfaller Journey, Badass Inc ainsi que Monster Hotel. Il permet aux utilisateurs des jeux de n'utiliser qu'un seul compte pour tous les jeux. Une application mobile est publiée en 2013 (iOS, Android). Toute la plateforme ferme ses portes le 2 novembre 2023. | Fermé                                                      |
| Pioupiouz          | Solo, Réflexion/Création                  | 2006 (17 mars)                           | Jeu de réflexion monojoueur et de création. Le site ferme ses portes en 2013 à la suite d'une panne serveur. | Fermé                                                      |
| Popotamo           | Multijoueur, Réflexion/Scrabble           | 2006 (2 novembre)                        | Sorte de Scrabble en ligne. Il comporte 2 modes de jeux : rapide et relax. | Fermé                                                      |
| Snake              | Solo, Snake                               | 2010 (6 juillet)                         | Sorte de Snake ou le joueur doit faire le plus haut score possible en s'aidant des 129 cartes toutes différentes et disponibles en jeu et en mangeant les 301 fruits variés disponibles en jeu et même grâce aux divers bonus qui apaisent aléatoirement en jeu. Anciennement présent sur Fruitiparc, il fut intégré plus tard à Muxxu, puis à Twinoid. | Fermé                                                      |
| Socratomancie      | Solo, Site                                | 2005                                     | Petit site où Socrate répond à une question que vous lui posez. Le site ferme ses portes en 2014. | Fermé                                                      |
| Studioquiz         | Multijoueur, QCM/Culture générale         | V1 : 2007 V2 : 2011                      | Jeu de quiz de 4 à 8 joueurs avec 3 catégories différentes : Mégaquiz (Culture générale), Spectacle (TV, Ciné et Musiques) et Culture (Histoire, Géographie, ,Littérature et Art). Les Salons Mégaquiz et Spectacle sont aussi disponibles en QCM depuis le 2 novembre 2014. Le jeu permettait de gagner des cadeaux dans sa première version. Il connaîtra une refonte importante qui mènera à une nouvelle version du jeu sur Muxxu le 21 octobre 2011. | Fermé                                                      |
| SkyWar             | Multijoueur, Stratégie/Bataille           | 2008                                     | Jeu de stratégie et de batailles multijoueurs entre 2 et 8 joueurs dans un monde aérien composé d'îles volantes. Il fut nommé dans la catégorie « Révélation de l'année » au Milthon du jeu vidéo 2009. | Fermé                                                      |
| Teacher Story      | Solo, Gestion/Tactical-RPG                | 2013 (1er juillet)                       | Tactical-RPG sur le thème de la scolarité où le joueur incarne l’enseignant James Norray et affronte différentes classes d’élèves grâce à des aptitudes d'éducation ; on peut aussi confisquer puis collectionner des objets que les élèves se passent, ou encore monter en rang afin d'avoir des assistants. Le jeu fut accessible en avant-première dès le 21 juin 2013. | Fermé                                                      |
| Uppercup Football  | Solo, Sport/Réflexion                     | 2014 (23 juin)                           | Uppercup Football est un jeu de football à commande unique. Annoncé par ses développeurs comme « un jeu de foot pour les gens qui n'aiment pas le foot ». Il s'agit du premier jeu mobile de Motion Twin, publié sur iOS et Android. | iOS/Android (Retiré des plateformes)                       |
| Street Writer      | Multijoueur, Réflexion/Scrabble           | 2014 (1er décembre)                      | Sorte de Scrabble évolué avec divers bonus en ligne. Annoncé comme le successeur de Popotamo, jouable sur ordinateur, tablette et mobile. | iOS/Android/Navigateur (Retiré des plateformes mobiles)    |
| Rockfaller Journey | Solo, Puzzle/Réflexion                    | 2015 (23 juillet)                        | Un puzzle-game aventure dont le but est d’atteindre le centre de la Terre et de ressortir de l'autre côté via 180 niveaux de jeu. Jouable sur ordinateur, tablette et mobile. | iOS/Android/Navigateur (Retiré des plateformes mobiles)    |
| Monster Hotel      | Solo, Gestion/Puzzle                      | 2015 (18 novembre)                       | Jeu de gestion/puzzle, et suite du jeu CroqueMotel. Il l'améliore notamment en termes de gameplay et de graphismes. Il comporte une grande gamme de salles constructibles, des dizaines de monstres à héberger, une trentaine d'étoiles à obtenir et de très nombreuses décorations de chambres originales, allant de la simple couleur de papier peint aux meubles et tableaux uniques. | iOS/Android/Navigateur (Retiré des plateformes mobiles)    |
| Dead Cells         | Solo, RogueLite                           | Hordes Zero : 2014 Dead Cells : 2015     | Annoncé en 2013 puis présenté en 2014 à la gamescom. Premier jeu MT jouable sur ordinateur, tablette et mobile. Anciennement Hordes Zero, il fut renommé en Dead Cells le 22 août 2014. Il est annoncé le 8 mars 2016 qu'il serait finalement jeu solo et disponible uniquement sur Steam à un prix fixe non défini. Le jeu sort le 7 août 2018 sur Windows via Steam, mais aussi sur Playstation 4, Xbox One et Nintendo Switch. | Windows via Steam Playstation 4, Xbox One, Nintendo Switch |
| Windblown          | Action, Roguelite,Coopératif              | À venir (24 octobre 2024)                | | Windows via Steam                                          |

### Liste des jeux en cours de développement
| Jeu         | Type de jeu                | Date de développement                  | Description |
| ----------- | -------------------------- | -------------------------------------- | --- |
| Badass Inc. | Solo, Action/Point'n'click | LD48 : 20 avril 2015 V2 : 11 juin 2015 | Un point'n'click dans un « univers cyberpunk » entièrement réalisé en pixel-art. Réalisé en 48h par Sébastien Bénard lors du Ludum Dare n°32 et remporta la 2e place. Une version un peu plus étoffée sortit le 11 juin. La 2e version fut présentée lors de L'Indiecade 2015. |

### Liste des projets abandonnés
| Jeu        | Type de jeu                           | Date de développement                              | Description |
| ---------- | ------------------------------------- | -------------------------------------------------- | --- |
| Drakarnage | Multijoueur, Gestion/Combat           | Bêta : 29 juillet 2015 Abandon : 30 septembre 2015 | De son nom complet « Drakarnage Viking Wrestling », suite « spirituelle » du jeu viral de Motion Twin, La Brute. Le jeu fut abandonné à la suite du départ des deux développeurs travaillant sur le projet le 30 septembre 2015. |
| Galaxy55   | Multijoueur, Construction/Exploration | Alpha : 15 mars 2012 Abandon : 15 février 2013     | Jeu permettant d'explorer un univers et différentes planètes en 3D dans un vaisseau. Le jeu fut finalement abandonné et ferma le 15 février 2013. Un post-mortem fut publié le 18 avril 2014 sur le blog de l'équipe Motion Twin. |
| Game Duel  | Portail de jeux                       | Bêta : Abandon : 16 mars 2016                      | Le projet au nom de code « Game Duel », évoqué dans la news Motion Twin 3.0. C'était un jeu disponible sur iOS/Android, inspiré de Fruitiparc, qui comprenait plusieurs mini-jeux. Il était possible d’affronter des bots ou des joueurs dans les duels des mini-jeux présents ainsi que de participer à un classement débloquant divers « habits » pour son personnage. |

### Liste des jeux traduits en langues étrangères
- MonLapin.net (désormais fermé) : version espagnole (miconejo.net)
- Hordes.fr : dieverdammten.net (serveur allemand), die2nite.com (serveur anglais), zombinoia.com (serveur espagnol)
- DinoParc.com : es.dinoparc.com (serveur espagnol), en.dinoparc.com (serveur anglais), dinoparaiso.com (autrefois serveur japonais)
- classic.naturalchimie.com : naturalquimia.es (serveur espagnol), naturalchemist.com (serveur anglais)
- Hammerfest : hammerfest.es (serveur espagnol), hfest.net (serveur anglais)
- MiniVille : myminicity.es (serveur espagnol), myminicity.com (serveur anglais)
- LaBrute : mybrute.com (version anglaise), elbruto.es (version espagnole), meinbrutalo.de (version allemande)
- Minitroopers : minitroopers.com (serveur anglais), minitroopers.net (serveur allemand), minitroopers.es (serveur espagnol)
- Popotamo existait en anglais : en.popotamo.com. Cette version a toutefois été close.
- AlphaBounce (jeu DSiWare) existe en anglais (us/en), italien, allemand et espagnol.
- La plateforme Twinoid propose trois serveurs étrangers (anglais, espagnol, allemand)
- Alphabounce (jeu Twinoid) est disponible en anglais, espagnol et allemand.
- Dino-RPG (jeu Twinoid) est disponible en anglais :  en.dinorpg, en espagnol : es.dinorpg et en allemand : dinorpg.de.
- Les jeux Muxxu (jeux Twinoid) existent en anglais, en allemand et en espagnol; mais tous les jeux ne sont pas traduits dans ces trois langues. Ainsi, les jeux Intrusion, MotionBall2, StudioQuiz, Majority et Odyssey restent exclusifs au serveur français. Les jeux traduits sont Kube, Kingdom, Snake, CroqueMotel (MonsterMotel, MonstruHotel, MonsterHotel), Fever!, LaBrute.Muxxu (MyBrute, ElBruto, MeinBrutalo)
- Le jeu Mush (jeu Twinoid) dispose aussi de versions anglaise (mush.twinoid.com)  et espagnole (mush.twinoid.es)
- La plateforme de jeux Arkadeo (jeu Twinoid) est traduite en anglais et en espagnol.
- Le jeu Teacher Story existe également en anglais et en espagnol.
- Le jeu mobile Uppercup Football (iOS, Android) est disponible en français, allemand, anglais, chinois simplifié, chinois traditionnel, coréen, espagnol, italien, japonais, néerlandais, polonais, portugais, russe, suédois, tchèque, turc (choix de la langue dans les Paramètres du jeu)
- Le jeu mobile Braziball Puzzle (iOS, Android) est disponible en français, allemand, anglais, chinois simplifié, chinois traditionnel, coréen, espagnol, italien, japonais, néerlandais, polonais, portugais, russe, suédois, tchèque, turc (choix de la langue dans les Paramètres du jeu)
- Le jeu Street Writer est disponible en français, anglais et espagnol.
- Le jeu Rockfaller est disponible en français, anglais, espagnol, portugais, allemand et italien.
- Le jeu Badass Inc. est traduit en français ainsi qu'en anglais.

## Les administrateurs (salariés)
Motion Twin est constitué d'une équipe de 8 salariés dans le cadre d'une SCOP, chaque membre ayant un salaire et un droit de vote identiques. Ces personnes sont déclarées comme administrateurs sur l'ensemble des jeux de Motion Twin, avec une distinction spéciale et des privilèges spéciaux telles la modération, ou encore l'envoi de maintenances.
Les salariés se répartissent généralement les rôles en développant chacun leur propre jeu avec l'aide de certains collègues.

## Sources